# NGC 1308
NGC 1308 (другие обозначения — MCG -1-9-32, PGC 12643) — галактика в созвездии Эридан.
Этот объект входит в число перечисленных в оригинальной редакции «Нового общего каталога».
Балджи у NGC 1308 и NGC 4340 вращаются быстрее, чем у галактик, не имеющих бара.